# Karin Schickinger
Karin Schickinger (* 1957 in Baden-Baden) ist eine deutsche Schriftstellerin.

## Leben
Karin Schickinger wuchs im oberrheinischen Kurort Baden-Baden auf. Nach dem Abitur am Richard-Wagner-Gymnasium studierte sie Chemie in Freiburg im Breisgau, schloss mit dem Diplom ab und arbeitete anschließend bei der Stadtzeitung für Freiburg. 1988 durchquerte sie auf einer Yamaha XT 500 die Sahara, bevor sie eine Lehre als Kfz-Mechanikerin mit Schwerpunkt Motorradinstandsetzung begann. 1991 folgten ein Volontariat beim Motorradmagazin MO in Stuttgart und mehrere Jahre als Redakteurin. Nach diesen Erfahrungen tat sie sich 1996 mit der eigenen Motorradzeitschrift Weib on Bike hervor, ein Motorradmagazin speziell für Frauen, das aus Mangel an finanziellen Mitteln jedoch nach drei Ausgaben eingestellt werden musste. Schickinger ist Mitglied des Syndikats, einer Vereinigung deutschsprachiger Krimiautoren.
Karin Schickinger lebt heute als freie Journalistin und Krimiautorin in Freiburg im Breisgau.

## Bibliographie
- Blaues Gold. Grafit, Dortmund 2007, ISBN 978-3-89425-330-1
- Mord am Stilfser Joch. Highlights-Verlag, Euskirchen 2009, ISBN 978-3-933385-48-2
- Die Leiche im Lavendelfeld. Highlights-Verlag, Euskirchen 2010, ISBN 978-3-933385-51-2
- Schüsse am Schauinsland. Highlights-Verlag, Euskirchen 2011, ISBN 978-3-933385-63-5
- Kurzkrimi Killing Campino in der Anthologie Tödliche Wasser. Gmeiner-Verlag, Meßkirch 2009, ISBN 978-3-8392-1024-6